# Chamaesaracha
Chamaesaracha, biljni rod iz porodice pomoćnica ili krumpirovki. Postoji 14 priznatih vrsta iz Sjeverne i Srednje Amerike.
Opisan je u Genera Plantarum 2(2): 891. 1876.

## Vrste
1. Chamaesaracha arida Henrickson
2. Chamaesaracha cernua (Donn. Sm.) Hunz.
3. Chamaesaracha conioides (Moric. ex Dunal) Britton
4. Chamaesaracha coronopus (Dunal) A. Gray
5. Chamaesaracha crenata Rydb.
6. Chamaesaracha darcyi Averett
7. Chamaesaracha edwardsiana Averett
8. Chamaesaracha felgeri B. L. Turner
9. Chamaesaracha geohintonii Averett & B. L. Turner
10. Chamaesaracha pallida Averett
11. Chamaesaracha rzedowskiana Hunz.
12. Chamaesaracha sordida (Dunal) A. Gray
13. Chamaesaracha texensis Henrickson
14. Chamaesaracha villosa Rydb.